# Frederick John North
Pour les articles homonymes, voir North.
Frederick John North (1889-1968) est un géologue britannique, conservateur du musée national du pays de Galles.

## Biographie
Frederick North a exercé les fonctions de conservateur pour la géologie, au Musée national du pays de Galles. Il avait d'abord suivi une formation de paléontologue, spécialisé dans les brachiopodes fossiles, mais à partir des années 1920, il consacrait nombre de ses écrits et de ses interventions à l'ardoise, au charbon et au calcaire. 
Il est l'un des co-auteurs du treizième volume de la collection New Naturalist, intitulé Snowdonia, consacré au massif montagneux gallois en 1949.

## Publications
- Humphrey Lhuyd's maps of England and of Wales, National Museum of Wales, Cardiff, 1937.
- Snowdonia (avec Bruce Campbell et Richenda Scott), New Naturalist, n°13. Collins, Londres, 1949.

## Distinctions
- 1949 : OBE[2]
- 1949 : docteur honoris causa de l'université de Londres[2]